# Musée Galliera
Musée Galliera (též Musée Brignole-Galliera nebo Musée de la Mode) je městské muzeum v Paříži. Nachází se v 16. obvodu v ulici Avenue Pierre-Ier-de-Serbie v budově, kterou nechala postavit vévodkyně de Galliera. Muzeum se zaměřuje na oblečení a módu. Vzhledem k křehkosti exponátů nemá muzeum stálou expozici, ale organizuje zhruba dvakrát do roka dočasné výstavy. Budova byla v letech 2009-2013 uzavřena kvůli rekonstrukci.

## Historie
Po smrti svého manžela v roce 1876 zdědila Maria Brignole-Sale De Ferrari, vévodkyně de Galliera (1811-1888) velký majetek, který jí umožnil věnovat se charitat|charitě. Vévodkyně se rozhodla postavit muzeum pro svou sbírku umění, které chtěla odkázat městu Paříži. V roce 1878 byl vybrán pozemek v 16. obvodu a roku 1879 začaly stavebnní práce. Vévodkyně podle své závěti z roku 1884 odkázala městu finanční prostředky na dostavbu budovy. Ovšem po zásnubách dcery hraběte pařížského Amelie d'Orléans s korunním princem Karlem Portugalským přijalo Národní shromáždění Třetí republiky dne 22. června 1886 zákon, který nařizoval všem uchazečům o trůn a všem francouzským princům opustit zemi. Vévodkyně, blízká příbuzná Orleánských, byla tímto zákonem pobouřena, a protože již nemohla požadovat zpět svůj dar na muzejní budovu, rozhodla se samotnou sbírku neodkázat městu Paříži, ale Janovu.
Vévodkyně zemřela 6. prosince 1888 ještě před dokončením muzea. V květnu 1889 její dědicové věnovali částku 1,3 miliónu franků na dokončení stavby. Ta byla dokončena až roku 1894. Protože ale samotná sbírka byla umístěna v Itálii, muselo město nalézt pro muzeum nové využití. Dne 1. března 1895 zde prezident Félix Faure otevřel muzeum ženských portrétů a krajek. V roce 1902 zde bylo umístěno průmyslové umění a později sloužilo pro výstavy moderního umění.
Muzeum věnované módě zde bylo otevřeno v roce 1977.
V roce 2009 bylo muzeum uzavřeno kvůli rekonstrukci a jeho znovuotevření je plánováno na podzim 2013. Během svého uzavření organizuje muzeum výstavy v Cité de la mode et du design nebo v Hôtel de ville de Paris.

## Sbírky
Muzeum shromažďuje zhruba 90 000 exponátů: okázalé oděvy od 18. do 19. století i tvorbu haute couture a také módní doplňky jako jsou šperky, vycházkové hole, klobouky, boty, kabelky, vějíře, rukavice, slunečníky a deštníky. Součástí muzea je i archiv módních fotografií.